# Assedio di Roma (546)
L'assedio di Roma del 546 fu un episodio della guerra gotica.

## Assedio

### L'inizio dell'assedio
Il re ostrogoto Totila, dopo aver riconquistato varie città, si apprestò ad assediare Roma, con l'intento di riprenderla ai Bizantini. La Città Eterna era difesa da 3 000 soldati bizantini condotti dal generale Bessa. Mentre una parte dei Goti si era accostata alle mura della Città Eterna, Bessa ordinò ad alcune truppe sotto il comando di Artasire e Barbacione di uscire fuori dalle mura per combatterli: dopo averne uccisi molti, le truppe bizantine si misero all'inseguimento dei fuggitivi, ma caddero in un'imboscata subendo molte perdite, con i due comandanti che a stento riuscirono a salvarsi insieme a pochi altri; di conseguenza i Bizantini, nonostante le continue provocazioni, non osarono più tentare sortite fuori le mura.
Nel frattempo la fame dentro le mura cominciò ad essere sofferta dagli abitanti, e non era possibile ricevere provviste, essendo la città circondata e bloccata dall'esercito ostrogoto. Inoltre, gli Ostrogoti, sotto il comando di Totila, avevano potenziato di molto la loro flotta, rendendola abbastanza potente da poter competere quasi alla pari con quella imperiale, e la impiegarono per impedire alle navi bizantine di portare provviste a Roma, attaccandole, distruggendole o catturandole. Totila, inoltre, comandò alle truppe ostrogote in Emilia di occuparne la capitale Piacenza, l'unica in quella regione rimasta in mano bizantina. L'esercito ordinò al presidio di arrendersi, e ricevendone il rifiuto, formò il campo e la cinse d'assedio, ben sapendo della carenza di provviste dentro le mura. Il patrizio Cetego, primo del senato romano, e sospettato dai generali bizantini di tradimento, fuggì dunque a Centumcellae.
Nel frattempo, Belisario, essendo impossibilitato da Ravenna di inviare rinforzi agli assediati, avendo ben poche truppe egli stesso, decise di lasciare Ravenna, affidando la città alla difesa di Giustino e di pochi soldati, e, costeggiando la Dalmazia, giunse ad Epidanno, dove rimase in attesa dei rinforzi dall'Imperatore, a cui scrisse una lettera informandolo sugli sviluppi della guerra. Giustiniano poco tempo dopo gli inviò Giovanni, nipote di Vitaliano, Isacco, armeno e fratello di Arazio, e Narsete con un esercito di truppe bizantine e barbare. Inviò inoltre l'eunuco Narsete presso i capi degli Eruli per convincerli di inviare, in qualità di alleati dei Bizantini, truppe in Italia: Narsete riuscì nella missione e numerosi soldati Eruli, comandati da Filimuto e da altri loro comandanti, partirono alla volta dell'Italia, svernando in Tracia in attesa di raggiungere Belisario a Epidanno la primavera successiva; tra di essi vi era Giovanni Faga. Gli Eruli, durante il viaggio, sconfissero degli invasori sclaveni (slavi) ponendo fine alla loro incursione e liberando gli abitanti dell'Impero che erano stati fatti prigionieri dagli invasori slavi.

### Gli attacchi del presidio di Porto agli Ostrogoti
Nel frattempo, Belisario inviò Valentino e Foca, con rinforzi, a Porto affinché fornissero soccorso al presidio bizantino rinserrato nel castello Portense, e facessero incursioni di disturbo negli accampamenti nemici. Essi spedirono a Roma un messaggio a Bessa, chiedendogli di fornire loro assistenza mentre attaccavano gli Ostrogoti: mentre i soldati del presidio Portense avrebbero cercato di assaltare le trincee degli Ostrogoti, Bessa avrebbe dovuto uscire dalle mura delle città con i suoi guerrieri più valorosi, onde infliggere insieme pesanti perdite ai barbari. Ma Bessa, malgrado avesse a disposizione tremila soldati, decise di non intervenire, così che quando Valentino e Foca, alla testa di cinquecento soldati, assaltarono di sorpresa il campo nemico, dopo aver massacrato diversi soldati nemici, notato che non arrivavano aiuti dai soldati a difesa di Roma, decisero di ritirarsi sani e salvi al porto, da dove inviarono un messaggio a Bessa, protestando per la sua inazione e inopportuno indugiare e invitandolo a intervenire in loro soccorso la volta successiva. Ma Bessa, ancora una volta, si rifiutò di intervenire in appoggio dei soldati di Porto, e, quando un disertore bizantino, Innocenzo, passato dalla parte degli Ostrogoti, avvertì Totila che il presidio di Porto avrebbe attaccato gli accampamenti ostrogoti il giorno successivo, il sovrano ostrogoto prese misure adeguate al previsto attacco, cosicché quando il presidio di Porto attaccò fu colto in un'imboscata dagli Ostrogoti, che inflissero loro pesantissime perdite; i pochissimi superstiti riuscirono a riparare a Porto.
Nel frattempo, Papa Vigilio inviò a Roma dalla Sicilia, dove si trovava in quel momento, diverse navi cariche di frumento nella speranza che esse riuscissero a raggiungere la città senza essere catturate dalla flotta nemica; tuttavia, non appena gli Ostrogoti si accorsero dell'arrivo delle navi bizantine cariche di provviste, giunsero furtivamente nel porto, e si misero in agguato dentro i fossati delle mura in modo da impossessarsi delle provviste non appena arrivate. Sennonché il presidio bizantino di Porto, accortosi delle mosse degli Ostrogoti, salì precipitosamente sui merli, cercando di avvertire con diversi segni alle navi bizantine dell'agguato nemico, ma la flotta bizantina, non compresi i segni, e ritenendo che le truppe di Porto al contrario li avessero invitati a sbarcare, decisero di sbarcare effettivamente, subendo l'attacco degli Ostrogoti che senza trovare opposizione si impadronirono delle navi. Il vescovo Valentino, che si trovava con la flotta, fu fatto prigioniero e condotto da re Totila, che lo accusò di menzogna e ordinò che gli fossero mozzate le mani. Con questi avvenimenti si concluse l'inverno dell'undicesimo anno di guerra (dicembre 545/marzo 546).

### Ambasceria di Pelagio presso Totila
Nel frattempo Papa Vigilio fu, per ordine dell'imperatore, condotto a Costantinopoli per questioni teologiche. In quegli stessi giorni, gli abitanti assediati di Piacenza, costretti persino ad atti di cannibalismo a causa della mancanza di cibo, disperati, decisero di consegnare la città agli Ostrogoti.
Anche gli abitanti di Roma soffrivano la fame a causa dell'assedio di Roma, e fu in quelle circostanze che il diacono Pelagio, sbarcato da poco tempo con grandi ricchezze da Costantinopoli, dove si era attirato la simpatia dell'Imperatore Giustiniano stesso, decise di venire in soccorso dei poveri e dei bisognosi, donando a larga mano ai poveri la massima parte del proprio denaro. E fu a causa della sua generosità che i Romani, agli stremi per la fame, lo persuasero a recarsi presso Totila per implorare pochi giorni di tregua, dopo i quali, non avendo ricevuto soccorso alcuno da Costantinopoli, essi avrebbero consegnato la città eterna agli Ostrogoti. La conversazione tra Pelagio e Totila, riportata in dettaglio da Procopio, non portò però a nulla.

### La disonestà di Bessa
I cittadini di Roma, appreso del fallimento dell'ambasceria di Pelagio presso il re Totila, demoralizzati ed oppressi dalla fame, decisero, disperati, di implorare i generali bizantini, Bessa e Conone, di lasciarli partire dalla città, rivolgendo a loro, piangendo, la seguente orazione:
Bessa rispose alle loro suppliche sostenendo che non era in potere suo il rifornirli di grano, né poteva ucciderli essendo ciò un'empietà, né poteva farli partire ritenendo ciò pericoloso; li congedò assicurando loro comunque, nel tentativo di consolarli, che in breve tempo sarebbe giunto un grande esercito da Costantinopoli, comandato da Belisario, che li avrebbe liberati dall'assedio, ponendo fine alle loro sofferenze.
Papa Virgilio, in vista dell'assedio, aveva fatto arrivare dalla Sicilia una grande quantità di grano che però invece di essere utilizzato per sfamare la popolazione veniva distribuito ai soldati e venduto a caro prezzo ai Romani facoltosi:
In questo modo Bessa ci guadagnava sulla fame dei Romani, che venivano sfamati con una mistura insipida in cui la crusca era tre volte più abbondante della farina. Ben presto i Romani si ridussero a mangiare cavalli, cani, gatti e topi. Procopio narra che un romano, padre di cinque fanciulli, sentendosi da costoro scuotere la veste chiedendogli pane, li invitò a seguirlo come se avesse intenzione di soddisfare i loro desideri e, una volta giunto presso a un ponte del Tevere, si gettò giù per la disperazione. Fu in quel frangente che Bessa e Conone accordarono a chiunque ne richiedeva, a patto che fosse loro versata una certa somma di denaro, di abbandonare quelle mura, e, ad eccezione di ben pochi, gran parte dei cittadini tentò di porsi in salvo uscendo dalla città. Tuttavia, la gran parte dei fuggitivi, perse a causa della fame le loro forze, perirono di fame nel corso della fuga, mentre un'altra buona parte dei fuggitivi furono attaccati dagli Ostrogoti e da essi uccisi. Procopio scrisse amaramente: «A così tremendi estremi volle il fato ridotti e senato e popolo romano».

### Lo sbarco di Belisario a Porto e le campagne di Giovanni
Nel frattempo, giunte a Epidanno le truppe di Giovanni e di Isacco ed unitesi a Belisario, Giovanni consigliò di valicare il seno ionico ed arrivare a Roma via terra, ma Belisario non fu d'accordo, ritenendo preferibile giungere nei pressi di Roma via mare, in quanto il viaggio terrestre sarebbe riuscito più lungo e forse non senza impacci. Inoltre Belisario era consapevole delle sofferenze patite dagli assediati cittadini di Roma, per cui intendeva soccorrerli il più presto possibile: decise quindi di viaggiare a Roma via mare, essendo necessari cinque giorni di navigazione, mentre un viaggio via terra ne sarebbe durato almeno quaranta giorni, se non di più. Belisario incaricò quindi Giovanni di sbarcare con parte dell'esercito in Italia meridionale e scacciare da Calabria, Puglia e Campania i pochi soldati ostrogoti che erano da quelle parti e, una volta sottomesse di nuovo queste regioni sotto la dominazione bizantina, raggiungere l'esercito di Belisario a Porto. Belisario, dunque, salpò le ancore, ma, spinto dal vento sfavorevole, fu costretto a approdare con tutta la flotta a Otranto (Idrunte), che all'epoca era assediata dagli Ostrogoti. Gli assediatori ostrogoti, all'arrivo di Belisario, levarono l'assedio a Otranto ritirandosi a Brindisi, a due giornate di distanza e priva di mura, e avvertirono Totila dell'imminente arrivo di Belisario; il re ostrogoto ordinò alle truppe nella Calabria di ostacolare il tragitto dei Bizantini, ma, non appena Belisario, approfittando del vento favorevole, salpò da Otranto, gli Ostrogoti trascurarono negligentemente la difesa della Calabria. Totila, nel frattempo, per impedire a Roma di ricevere l'annona dalle truppe di Belisario, scelse un luogo a novanta stadi dalla città, dove l'alveo del fiume Tevere era molto stretto, e fece costruire uno sbarramento sul fiume affidandone la custodia ad alcuni dei suoi guerrieri con l'incarico di vietare in ogni modo alla flotta bizantina proveniente da Porto l'entrata a Roma con le tanto agognate provviste.
Nel frattempo, Belisario, sbarcato a Porto, era in attesa dell'arrivo delle truppe di Giovanni, nel frattempo sbarcato in Calabria senza che gli Ostrogoti a presidio di Brindisi ne concepissero il minimo sospetto. Catturati due esploratori del nemico, ne giustiziò uno, mentre risparmiò l'altro, in quanto quest'ultimo, supplicandolo, gli promise che gli avrebbe svelato informazioni fondamentali per sconfiggere il nemico. Grazie al tradimento dell'esploratore ostrogoto, le truppe bizantine di Giovanni assaltarono all'improvviso gli accampamenti ostrogoti, sterminandone la maggior parte mentre i pochi superstiti trovarono riparo raggiungendo il re nelle vicinanze di Roma. Giovanni, quindi, riuscì a attirarsi il favore dei Calabresi, con diverse promesse. Dopo aver abbandonato l'appena riconquistata Brindisi, Giovanni occupò Canusio, città posta nel centro della Puglia e distante cinque giornate da Roma, per poi giungere a Canne, a venticinque stadi di distanza.
Nel frattempo, Tulliano di Venanzio, originario di Roma, si presentò a Giovanni e cominciò a lamentarsi per le angherie commesse dall'esercito bizantino contro gli Italici, concludendo il discorso promettendo che, se gli abitanti dell'Italia meridionale fossero stati da quel momento in poi trattati bene dai Bizantini, essi avrebbero consegnato le due province di Calabria e Puglia all'Imperatore. Giovanni accettò le richieste di Tulliano, e le due province di Calabria e Puglia tornarono a riconoscere la sovranità di Giustiniano.
Totila, avvertito dai successi di Giovanni, ordinò a trecento guerrieri eletti del suo esercito di marciare a Capua con l'ordine di tenere d'occhio le truppe di Giovanni, nel caso queste cominciassero incautamente a marciare in direzione di Roma; per cui, Giovanni, temendo di scontrarsi con il nemico, abbandonò il piano di marciare verso Roma per ricongiungersi a Porto con Belisario, e decise di marciare in Bruzio (Calabria) e Lucania (Basilicata), dove ottenne un altro successo sul nemico. Nel frattempo Belisario, attendendo impazientemente di giorno in giorno l'arrivo di Giovanni, si teneva inoperoso.

### Il tentativo fallito di Belisario
A un certo punto, Belisario, venutogli il timore che la mancanza di cibo costringesse i Romani ad aprire le porte al nemico, cercò di trovare il modo per rifornirli di annona, escogitando alla fine il seguente stratagemma: uniti e strettamente legati insieme due paliscalmi, vi soprappose una torre di legno assai più alta di quelle erette sul ponte dai nemici, di cui aveva ottenuto le misure da alcuni dei suoi falsi disertori infiltratesi tra gli Ostrogoti; trasportò quindi sul Tevere duecento dromoni, a foggia di muro, fortificandoli con tavole piene di fori per dardeggiare il nemico senza subire danni, caricandoli di frumento e di altro cibo e facendovi salire le proprie truppe. Dispose inoltre in luoghi muniti alle bocche del fiume soldati sia fanti che cavalieri, coll'ordine che impedissero al nemico di marciare verso Porto. Inoltre affidò ad Isacco il castello di Porto, oltre a sua moglie Antonina, ammonendolo di non allontanarsene, essendo Porto l'unica fortificazione dove i Bizantini, in caso di sconfitta, potessero riparare, per cui la sua perdita sarebbe stato un grave colpo inferto ai Bizantini. Belisario, quindi, come narra Procopio:
(Procopio di Cesarea, La guerra gotica, III,19.)
Il giorno prima Belisario aveva dato a Bessa l'ordine di assaltare gli accampamenti nemici, in modo da agevolare a Belisario lo superamento dello sbarramento costruito sul Tevere dagli Ostrogoti; ma Bessa, a dire di Procopio, era interessato solo ad arricchirsi vendendo cibo a caro prezzo ai senatori di Roma affamati, per cui, non sembrandogli conveniente la fine dell'assedio, restò inattivo, disobbedendo a Belisario. Questa fu la descrizione della battaglia che seguì:
(Procopio di Cesarea, La guerra gotica, III,19.)
Mentre i Bizantini stavano per prevalere, a Porto giunse la voce che Belisario aveva ottenuto una splendida vittoria sul nemico, generando in Isacco la brama di partecipare a cotanta gloria: disobbedendo agli ordini avuti di non allontanarsi per nessuna ragione da Porto, Isacco accorse con le truppe a disposizione sulla riva ostiense del fiume, combattendo una piccola battaglia contro un esercito ostrogoto condotto da tal Ruderico e infliggendo perdite molto gravi ai nemici. Dopo aver volto in fuga i superstiti, Isacco e le sue truppe, entrati nel campo nemico, lo saccheggiarono, ma, durante il viaggio di ritorno, le truppe di Isacco furono assalite dagli Ostrogoti e da essi sconfitte: Isacco stesso fu fatto prigioniero e condotto da Totila, che, scontento dell'uccisione di Ruderico, ordinò l'esecuzione di Isacco due giorni dopo. Nel frattempo, la notizia della sconfitta di Isacco giunse a Belisario, il quale, temendo che essa avesse provocato la perdita di Porto, della moglie e di tutto il frutto di quella impresa, nonché la perdita dell'unico luogo munito ove riparare sé stesso e le sue truppe, instupidì, ordinando all'esercito di tornare indietro per assalire quindi all'impensata i barbari e riprendere ad ogni costo Porto. Quando Belisario scoprì che Porto in realtà non era caduta in mano nemica, e quindi, per un falso allarme, aveva fatto fallire un piano che stava avendo successo, si addolorò per il suo fallo a tal punto che si ammalò gravemente di febbre, da cui si riprese solo dopo diverso tempo.

### Sacco
Nel frattempo Bessa, intento più che mai ad accumulare ricchezze vendendo il frumento sempre a più caro prezzo, approfittando della fame che affliggeva i Romani, e tutto occupato ad arricchirsi, continuava a trascurare la difesa e la sicurezza delle mura della città, che secondo Procopio era l'"ultimo de' suoi pensieri": cosicché, secondo Procopio, non retti da freno, i soldati a difesa delle mura vagavano oziosi, e spesso si addormentavano senza che il comandante le rimproverasse; inoltre, mancavano i cittadini a cui affidare la difesa delle mura, essendone rimasti pochissimi entro le mura e tutti ridotti in stato pietoso dalla fame.
Nel frattempo, quattro Isauri, posti a difesa della porta Asinaria, durante la notte, osservati i compagni addormentarsi, e, intenzionati a tradire Bisanzio, decisero di agire: calarono dai merli al suolo parecchie funi e con esse scesero fuori dalla città per recarsi da Totila promettendogli di introdurlo agevolmente in città con tutto l'esercito ostrogoto. Re Totila, promettendo loro grandi ricompense una volta conquistata la città, inviò con essi due Ostrogoti ad esaminare il luogo indicatogli come idoneo all'espugnazione della città: questi scalarono le mura con le funi ed ebbero la conferma dagli isauri traditori di quanto fosse agevole scalare le mura con le funi di notte senza pericolo alcuno; scesi giù dalle mura con le funi, i due ostrogoti esposero al loro re gli sviluppi della faccenda, ma Totila, sebbene provasse un piacere sommo, sospettoso degli Isauri, non volle prestarvi molta fede. Pochi giorni dopo, i quattro traditori, quindi, ritornarono da Totila cercando di nuovo di convincerlo: Totila inviò di nuovo con loro due altri ostrogoti perché tornassero ad osservare meglio ogni cosa; questi confermarono le prime notizie. Nel frattempo degli esploratori bizantini catturarono dieci guerrieri ostrogoti conducendoli prigionieri a Bessa, il quale, interrogatili sui piani di Totila, venne a sapere che egli sperava di impadronirsi della città grazie al tradimento di alcuni Isauri, ma Bessa e Conone, non prestatovi per nulla fede, non presero provvedimenti, né tennero sotto controllo gli Isauri, che così visitarono per la terza volta il re ostrogoto, finalmente convincendolo.
Ora Totila, condusse tutte le sue truppe presso la porta Asinaria ingiungendo a quattro dei suoi di scalare con le funi le mura in compagnia degli Isauri, approfittando del fatto che erano le ore notturne in cui, dormendo gli altri tutti, la difesa delle mura era affidata proprio agli Isauri traditori. Gli Ostrogoti, dunque, preso possesso delle mura, pervennero alla porta ed a colpi di scure fecero a pezzi la spranga di legno, permettendo a Totila con tutto l'esercito ostrogoto di entrare in città; Totila, tuttavia, sospettando ancora di un tranello, tenne i suoi soldati in atteggiamento prudente affinché non sbandassero. Quando l'esercito ostrogoto entrò in città, i soldati bizantini e i loro comandanti, Bessa e Conone, fuggirono dalla città per le varie uscite, e i rimasti cercarono disperatamente rifugio nei luoghi di culto. Tra i patrizi, Basilio, Demetrio e coloro che avessero cavallo, seguirono il fuggente Bessa; mentre Olibrio, Massimo, Oreste ed altri cercarono rifugio nella basilica dell'apostolo Pietro. In ogni modo, in quella notte, secondo Procopio, si trovavano in città non più di cinquecento individui, i quali ebbero appena il tempo di rifugiarsi nelle chiese, essendo il resto della popolazione o fuggita o deceduta per la fame e per gli stenti. Totila, quando seppe che Bessa e il presidio bizantino erano fuggiti, si mostrò soddisfatto, ma non permise il loro inseguimento dicendo: « E qual maggior contento spereremmo del vedere il nemico in fuga ? »
Era l'alba quando Totila si recò a pregare nella basilica dell'apostolo Pietro, quando gli Ostrogoti avevano già ucciso di spada venti soldati e sessanta cittadini. All'entrata in chiesa, venne incontro al re ostrogoto il diacono Pelagio con i Vangeli in mano, e in atteggiamento supplichevole, supplicando Totila di perdonare i Romani ponendo fine ad ogni strage. Totila, piegatosi alle istanze di Pelagio, ordinò ai suoi guerrieri di cessare ogni strage, permettendo però loro di mettere a sacco liberamente il resto: gli Ostrogoti si impadronirono quindi delle ricchezze custodite nelle case dei senatori, in particolare del denaro illecitamente accumulato da Bessa vendendo a carissimo prezzo il frumento, e i senatori romani si videro ridotti alla condizione di mendicare dagli stessi nemici la vita, con servile e grossolana veste indosso e picchiando d'uscio in uscio. Gli Ostrogoti volevano uccidere la senatrice Rusticiana, vedova di Boezio, la quale aveva distribuito ai poveri ogni suo avere, accusandola di aver fatto distruggere, con larghi doni ai comandanti dell'esercito bizantino, la statua di Teodorico per vendicarsi dell'uccisione di Simmaco e Boezio, padre e consorte suoi. Totila, tuttavia, impedì che fosse in conto alcuno oltraggiata, né permise agli Ostrogoti di violentare né vergini né vedove, dimostrando dunque come virtù, secondo Procopio, la continenza.

## Reazioni immediate

### Trattative di pace con Bisanzio
Il giorno successivo Totila, radunate le sue truppe, rivolse loro un discorso, riportato in dettaglio da Procopio, sostenendo che gli Ostrogoti avevano avuto inizialmente la peggio nella guerra, non perché militarmente inferiori, bensì perché avversati dal Nume, il quale, per punire i barbari per i mali commessi ai danni dei loro sudditi romanici, fece prevalere i "Greci", malgrado fossero in inferiorità numerica; raccomandò dunque i suoi soldati di non commettere atti iniqui in modo da non perdere di nuovo il favore del Nume, e dunque rischiare di perdere di nuovo la guerra.
Totila rimproverò poi il senato romano rimproverandolo per il fatto che, nonostante avesse ricevuto grandissimi benefici dai re ostrogoti, li aveva traditi, aprendo le porte ai "Greci", divenendo così traditore di sé stesso: chiese poi quali vantaggi e benefici avessero ricevuto dall'Imperatore Giustiniano, rammentando che i senatori furono privati di quasi tutte le onoranze dai cosiddetti logoteti (esattori delle tasse bizantini), costretti a colpi di bastone al rendimento dei conti delle cariche sostenute durante la loro dominazione, e a pagare tasse esosissime. Si rivolse poi ad Erodiano e agli Isauri, grazie al cui tradimento si era impossessato della città: « Voi, in fé di Dio, aggiunse, cresciuti coi Gotti non ci voleste accordare sino a questo giorno neppure un luogo deserto, e la costoro merce signoreggiamo Roma e Spoleto; siate dunque voi servi, ed eglino, stretti di amicizia e di benevolenza con noi, suppliranno di pieno diritto le vostre magistrature». Mentre i patrizi udivano silenziosi tali invettive, Pelagio continuò ad implorare al re perdono, e Totila rispose accomiatandoli con la confortante promessa che sarebbe stato clemente con loro.
Totila decise quindi di inviare Pelagio ed il senatore romano Teodoro come ambasciatori all'Imperatore Giustiniano, incaricando loro di comunicare all'Imperatore che, se non avesse accettato la pace, Totila avrebbe raso al suolo Roma e, annientato il senato, avrebbe devastato l'Illiria, minacciando apertamente la stessa Costantinopoli. La lettera di Totila che gli ambasciatori consegnarono a Giustiniano, secondo Procopio, era la seguente:
(Procopio di Cesarea, La Guerra Gotica, III,21.)
Giustiniano Augusto, letto il foglio, ed ascoltati gli oratori, li licenziò immediatamente, rispondendo loro a voce, e per iscritto al re, che era Belisario "l'imperatore della guerra", per cui dovevano discutere con lui, e non con l'Imperatore, della pace.

### Roma a rischio distruzione
Mentre gli ambasciatori inviati a Costantinopoli erano sulla via del ritorno, in Lucania Tulliano, armati gli agricoltori della regione, aveva deciso di sorvegliare delle angustissime gole per impedire ai nemici di portar danno al paese; aveva con sé, non solo gli agricoltori già citati, ma anche trecento Ante lasciativi, a sua inchiesta, qualche tempo prima da Giovanni. Totila, informato di ciò, inviò un esercito formato da Ostrogoti e contadini contro l'esercito di Tulliano, dando loro l'ordine di superare ad ogni costo quei passi: ma l'esercito ostrogoto fu vinto dall'armata di Tulliano, venendo messo in fuga con grandissime perdite. Quando Totila fu informato del rovescio in Lucania, il re ostrogoto decise di radere al suolo Roma, e, una volta messovi a quartiere il più dell'esercito, andare con il resto a combattere Giovanni ed i Lucani. Su suo ordine, gli Ostrogoti cominciarono a sfasciarla di muro in parecchi punti, progettando di "mandarne i più belli e magnifici edifizi in fiamme, e ridurla pascolo di armenti", e già un terzo delle mura era stato distrutto, quando Belisario, avvisato delle intenzioni di Totila, gli inviò degli ambasciatori, che consegnarono al re ostrogoto la seguente lettera:
(Procopio di Cesarea, La Guerra Gotica, III,22.)
Totila, dopo aver letto più volte la lettera ed averci riflettuto bene, alla fine convinto dalle argomentazioni di Belisario, cambiò idea, fermando all'istante la distruzione di Roma. Fatti quindi partecipi della sua determinazione gli ambasciatori di Belisario ed una volta accomiatati, ordinò che il maggior numero delle sue truppe ponessero gli accampamenti presso l'agro chiamato Algido, posto a centoventi stadi dalle mura, e da qui impedissero agli imperiali di osteggiare da Porto la campagna. Totila, invece, col resto dell'esercito, avrebbe mosso contro Giovanni e i Lucani. Totila ordinò poi, per rendere la città di Roma deserta, condusse i senatori romani tra le genti del suo corteo, mandando nella Campania i cittadini con le donne e la prole, né permise a nessuno di rimanerci entro.
Inizialmente la controffensiva ostrogota in Lucania ebbe la meglio, riconquistando le regioni dell'Italia meridionale; ma di fronte alla controffensiva bizantina, gli Ostrogoti subirono un altro rovescio, e, Totila, temendo di peggio, radunò il suo esercito e fissò come accampamento il monte Gargano.

### Riconquista bizantina
Belisario, nel frattempo impadronitosi di Spoleto con l'inganno, decise di rioccupare Roma approfittando della partenza di Totila: vinto un debole esercito ostrogoto in battaglia, l'esercito di Belisario, affidato Porto a un debole presidio, rioccupò la Città Eterna. Essendo intenzionato a riparare il tratto di mura fatto demolire da Totila, ma non potendolo fare in breve tempo, trovò il seguente stratagemma: radunate le pietre giacenti, sovrappose frettolosamente le une alle altre senza né ordine né cemento per collegarle insieme, non avendo a disposizione né calce o materiali simili; mirò solo a dare apparentemente forma di muro al suo lavoro rafforzandolo in pari tempo al di fuori con fitte palizzate: aveva inoltre fatto costruire intorno alle mura un profondo fossato. Dopo venticinque giorni di duro lavoro, le mura sembravano essere tornate come erano prima, e Roma cominciò ad essere ripopolata dei suoi antichi abitanti, per il desiderio di ripopolare nuovamente la loro patria, e di sottrarsi dalla carestia sin qui tollerata, avendovi il duce imperiale introdotto in città moltissime navi cariche di annona.
Informato della nuova perdita di Roma, re Totila mosse di subito con tutto l'esercito, sperando di riuscire a riconquistarla prima che Belisario avesse fatto assicurare gli ingressi con nuove porte, essendo state le antiche distrutte dai barbari. Le truppe di lui, posti gli accampamenti sul fiume Tevere per consumarvi quella notte, l'alba del giorno successivo assalirono le porte della città: Belisario reagì allora ponendo alla difesa degli ingressi, in luogo delle porte, dei soldati, comandando al resto dell'esercito di adoperarsi a respingere con ogni messo gli assalitori dai merli. Nella battaglia che ne seguì, gli Ostrogoti ebbero nettamente la peggio. Gli assalti successivi furono respinti anch'essi.
Fu in quel frangente che alcuni guerrieri ostrogoti rimproverarono Totila per l'imprudenza commessa non radendo al suolo Roma dopo averla conquistata, perché se l'avesse fatto, il nemico non avrebbe avuto più mezzo di ripararvi, né di presidiarla. Il re ostrogoto e il suo esercito ripararono nella città di Tivoli, distruggendo quasi tutti i ponti eretti da Tiberio, ad eccezione del solo Ponte Milvio.

## Impatto nella storia
Roma venne così recuperata da Belisario, che respinse un ulteriore tentativo di riconquista da parte di Totila; essa venne di nuovo riconquistata dai Goti poco dopo, ma venne riconquistata da Narsete tra il 552 e il 553. Roma, con la fine della guerra, venne annessa con l'Italia intera all'Impero romano d'Oriente.